# 灌木状辣椒
灌木状辣椒（学名：Capsicum frutescens）又名小米椒、雞嘴椒、辣虎等，为茄科辣椒属的植物。分布在印度、欧洲、南美以及中国大陆的云南等地。
本种可能是普通辣椒（Capsicum annuum）的同物异名。

## 描述
小米辣是低矮的灌木，最高可达两米。它们一开始像草，但是随着年龄的增长可以非常木质化。对于小米辣来说非常典型的是向上生长的花和果实。一根茎上有多颗花。花呈喇叭状，或者甚至筒状。花萼的端部呈齿形，与中国辣椒不同的是它的底部没有变粗的地方。花瓣白色或绿色。花瓣向外张开。花粉囊蓝色或紫色，偶尔黄色，雄蕊超出花粉囊至少1.5毫米。比起人工栽培的品种它的果实成熟的速度比较慢，容易掉落。果实成熟后一般变成红色。

## 应用
由于小米辣的果实非常辣，它一般被当作调料。它的果实含有的导致辣感的生物鹼辣椒素比大多数簇生椒高一倍。野山椒是一种比较著名的小米辣。

## 植物学史
1753年卡尔·林奈在他的著作《植物種誌》中首次描述了小米辣。他当时并没有自己看到这种植物，而是使用了别人的描述。
林奈后对小米辣的描述也多次更改，它经常和其它辣椒属中的植物被混淆，因此许多论文到底指的是哪个种不很清楚。
近来研究显示本分类极可能只是辣椒（Capsicum annuum）的异名。